# Вікторія Жижков
ФК «Вікторія Жижков» (чеськ. FK Viktoria Žižkov) — один із найстаріших чеських футбольних клубів. Заснований 1903 року в місті Жижков (зараз частина Праги). Один із найсильніших клубів Чехословаччини міжвоєнного періоду: третій призер 1920 і віце-чемпіон Центральночеського краю 1924; чемпіон Чехословаччини 1927/28, віце-чемпіон 1928/29, третє місце в сезонах 1925, 1925/26 і 1929/30.
Після Другої світової війни клуб виступав у нижчих лігах. 1993 року відбулося повернення «Вікторії» в еліту чеського футболу. Після цього команда двічі (1994 і 2001) вигравала Кубок Чехії, двічі вигравала бронзові медалі чемпіонату країни та чотири рази брала участь у єврокубках.
2002 року «Вікторія» несподівано вибила з Кубка УЄФА шотландського чемпіона «Рейнджерс». 2004 року після невиразних виступів і корупційного скандалу клуб опинився у другому дивізіоні. Лише повертався до еліти лише в сезонах 2007/08, 2008/09 і 2011/12. Першість 2015/16 команда змушена була провести в третьому дивізіоні через борги й невиконання ліцензійних вимог. «Вікторія» посіла третє місце й повернулася до другого дивізіону.
Зменшувально й неформально фани називають команду «Вікторка».

## Колишні назви

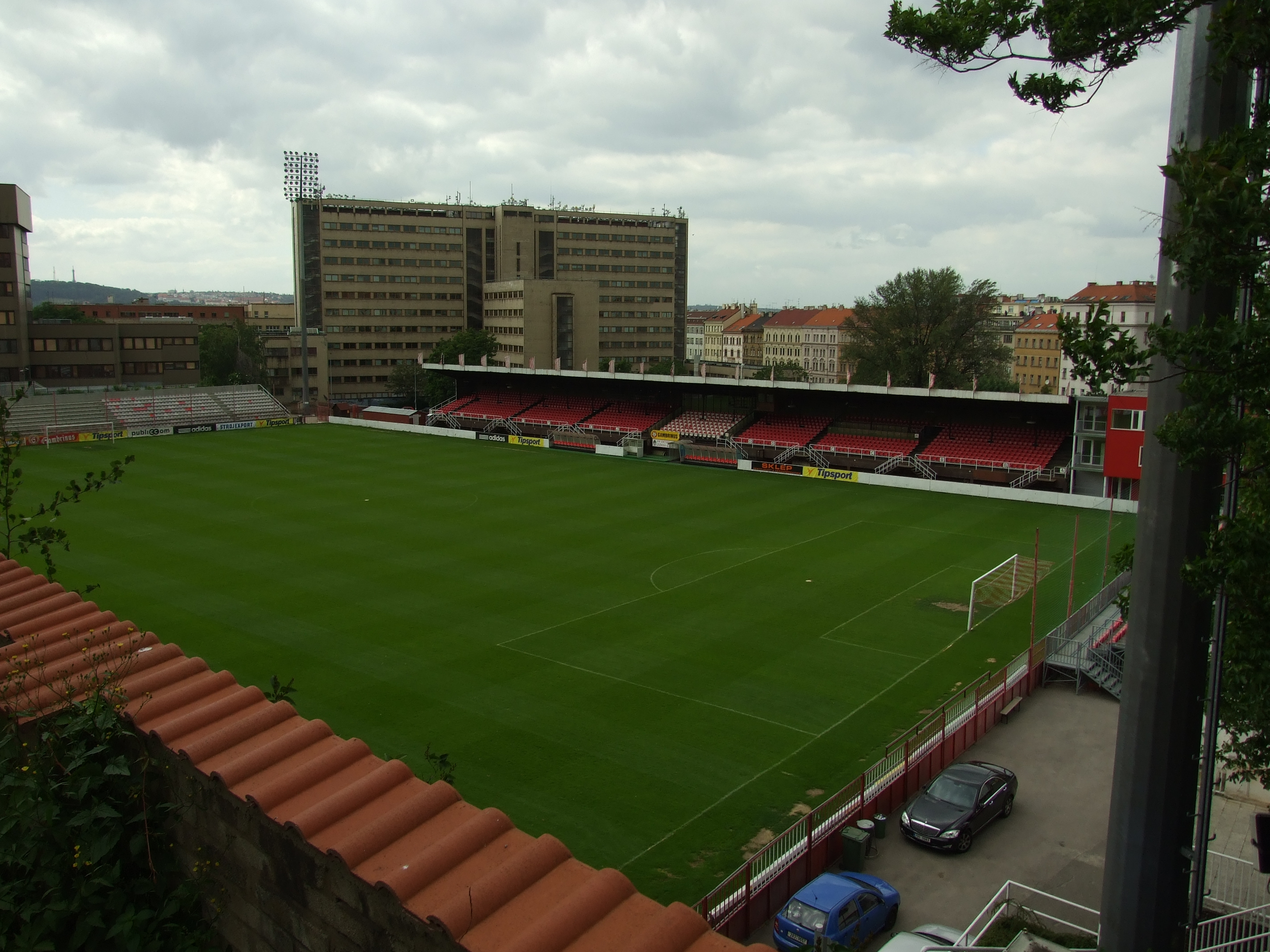
Домашній стадіон

- 1903 — СК Вікторія Жижков (чеськ. Sportovní kroužek Viktoria Žižkov)
- 1950 — Сокіл Вікторія Жижков (чеськ. Sokol Viktoria Žižkov)
- 1951 — Сокіл ЧСАД Жижков (чеськ. Sokol ČSAD Žižkov)
- 1952 — ТЄ Славой Жижков (чеськ. Tělovýchovná jednota Slavoj Žižkov)
- 1965 — ТЄ Вікторія Жижков (чеськ. Tělovýchovná jednota Viktoria Žižkov)
- 1973 — ТЄ Вікторія Жижков Стройімпорт (чеськ. Tělovýchovná jednota Viktoria Žižkov Strojimport)
- 1982 — ТЄ Вікторія Жижков ПСО (чеськ. Tělovýchovná jednota Viktoria Žižkov PSO)
- від 1992 — ФК Вікторія Жижков (чеськ. Fotbalový Klub Viktoria Žižkov)

## У культурі
Навколо вболівальників клубу «Вікторія» в Жижкові відбуваються події книги й фільму «Чоловіки в офсайді».

## Досягнення
- Чемпіон Чехословаччини: 1927/28
  - Срібний призер чемпіонату Чехословаччини: 1928/29
  - Бронзовий призер чемпіонату Чехословаччини (3): 1925, 1925/26, 1929/30
- Бронзовий призер чемпіонату Чехії (2): 2001/02, 2002/03
- Володар Кубка Чехії (2): 1993/94, 2000/01
  - Фіналіст Кубка Чехії: 1994/95.
- Володар Кубка милосердя (3): 1913, 1914, 1916
  - Фіналіст Кубка милосердя: 1912.
- Володар Середньочеського кубка (4): 1921, 1929, 1933, 1940[1]

## Участь у європейських турнірах
- Учасник розіграшу Кубка володарів Кубків в сезоні 1994/95
- 3-разовий учасник розіграшу Кубка УЄФА. Лише одного разу (2002 року) пройшов до другого раунду.
- Півфіналіст Кубка Мітропи 1928

### Виступи в Кубку Мітропи
| Рік  | Турнір        | Раунд | Країна    | Суперник            | Рахунок       |
| ---- | ------------- | ----- | --------- | ------------------- | ------------- |
| 1928 | Кубок Мітропи | 1/4   | Югославія | Граджянскі (Загреб) | 2:3, 6:1      |
| 1928 | Кубок Мітропи | 1/2   | Австрія   | Рапід (Відень)      | 4:3, 2:3, 1:3 |

## Відомі футболісти
Серед найвідоміших гравців:
- Міхал Білек
- Любомир Блага
- Яромир Блажек
- Войтех Брадач
- Ярослав Гржебік
- Ян Дворжачек
- Йозеф Єлінек
- Даніел Зітка
- Карел Медуна
- Андрей Квашняк
- Рудольф Клапка
- Антонін Кліцпера
- Петр Коуба
- Штепан Матей
- Їржи Немець
- Отто Новак
- Іштван Ньєрш
- Карел Поборський
- Карел Подразіл
- Зденек Прохазка
- Антонін Пуч
- Еміл Сейферт
- Франтішек Стеглік
- Карел Стейнер
- Ян Стейскал
- Отакар Шквайн-Мазал